# Calamaria yunnanensis
Espèce
Statut de conservation UICN

 EN B1ab(iii) : En danger
Calamaria yunnanensis  est une espèce de serpents de la famille des Colubridae.

## Répartition
Cette espèce est endémique du Yunnan en Chine.

## Étymologie
Son nom d'espèce, composé de yunnan et du suffixe latin -ensis, « qui vit dans, qui habite », lui a été donné en référence au lieu de sa découverte.

## Publication originale
- Chernov, 1962 : On one still unknown snake of the genus Calamaria. (Scientific results of the Chinese-Soviet expeditions in 1955–1957 to South-Western China). Proceedings of the Zoological Institute, Academy of Science of the USSR, Leningrad, vol. 30, p. 382–384.